# Об'єднана єврейська община України
Об'єднана єврейська община України (ОЄОУ) — всеукраїнська єврейська громадська організація. Президент — Ігор Валерійович Коломойський. Глава правління — рабин Шмуель Камінецький. Виконавчий директор ОЄОУ — Віталій Камозін. До складу організації входять 143 єврейських організацій та громад з усієї України.
Засновниками і членами общини є єврейські громадські організації і об'єднання. Головний офіс знаходиться в ЄКЦ «Менора», місто Дніпро.

## Мета і завдання
Метою роботи ОЄОУ є розвиток єврейського способу життя в Україні та за її межами, зміцнення зв'язку між єврейськими громадами та організаціями.
Перед організацією стоять завдання:
- Об'єднати євреїв України в єдиному інформаційному просторі навколо єврейського способу життя, знань і традицій;
- Представляти інтерес єврейської спільноти України в світі;
- Допомагати кожному єврею України в соціальному, культурному та повсякденному житті;
- Активізувати діяльність єврейської громади через реалізацію своїх проектів.[9]

## Керівництво
2008 року відбувся V з'їзд ОЄОУ, напередодні якого у Вадима Рабиновича закінчився термін правління. Одноголосним рішенням делегатів президентом ОЄОУ був обраний Ігор Коломойський. У 2012 році на VII з'їзді ОЄОУ Ігор Коломойський переобраний на новий термін, за нього віддали голоси 264 делегата із 298.
У 2014 році керівником ОЄОУ призначений Міхаель Ткач. Наразі він займає почесну посаду директора з розвитку ОЄОУ.
У лютому 2025 року виконавчим директором призначено Віталія Камозіна, який з 2018 року займав посаду операційного директора, і впродовж цього терміну керував низкою масштабних проєктів.

## Діяльність
ОЄОУ на постійній основі здійснює акції фінансової допомоги євреям-жертвам нацизму і ветеранам Другої світової війни. Завдяки даній програмі 16 000 євреїв України регулярно отримують матеріальну допомогу. На Песах 2018 року.
У категорію адресатів даної допомоги входять євреї-жертви нацизму, ветерани та вдови учасників Другої світової війни, діти війни, в'язні гетто.
Об'єднана єврейська община України ініціювала регулярні виплати фінансової допомоги соціально незахищеним верствам населення з вересня 2016 року. (До 2016 року допомога надавалася у вигляді продуктових наборів).
У 2016 році виплати проводилися чотири рази — у вересні, жовтні, листопаді та грудні.
З квітня по листопад 2017 року ОЄОУ щомісяця перераховувала фінансову допомогу євреям, які входять до переліку адресатів даної допомоги.
У 2018 році грошова допомога була приурочена до найбільш значущих свят. У березні 2018 року було проведено транш фінансової допомоги до свята 8 Березня, в результаті якого на банківські карти одержувачів допомоги були відправлені грошові перекази.
До Песаху 2018 Об'єднана єврейська община України спільно з ВААД України розподілила 17 тонн маци машинного виробництва. 13 000 комплектів маци-шмури (ручного виготовлення) було передано у подарунок єврейським родинам від ОЄОУ.
У травні 2018 року, на День Перемоги, всі євреї, які відносяться до категорій населення, які постраждали під час або внаслідок Другої світової війни, отримали грошові виплати від ОЄОУ.
У вересні 2018 року Об'єднана єврейська община України розширила категорію отримувачів матеріальної допомоги, включивши в їх перелік дітей війни.
29 грудня 2018 року з нагоди нового фінансового року була виплачена благодійна допомога кожному з 16 тисяч євреїв-жертв нацизму і ветеранів Другої світової війни, а також дітям війни.
Наприкінці 2018 року 120 єврейських організацій та громад зі всієї території України стали членами ОЄОУ, за заявою Ткача, це практично все реально діючі єврейські громади в Україні, за винятком кількох.
Однією з головних цілей, які декларує ОЄОУ є боротьба з антисемітизмом в Україні. З 2018 року організацією ведеться постійний моніторинг випадків прояву антисемітизму на території країни за допомогою єврейської гарячої лінії «910». Як результат цієї роботи, в лютому 2019 року Об'єднана єврейська община України представила звіт «Антисемітизм в Україні — 2018», який був опублікований на сайті єврейських новин JewishNews. Для перегляду та скачування доступні російськомовна і англомовна версії документа.
Напередодні Пуриму та Песаху 2019 року Об'єднана община України виділила фінансову допомогу єврейським громадам, які входять до її складу та розподілила між цими організаціями 21 тонну маци до Песаху.
За підсумками 2019 року опубліковано черговий звіт "Антисемітизм в Україні - 2019", в якому йдеться про зниження рівня антисемітизму в Україні на 27 %.
З березня 2020 року у зв'язку зі спалахом коронавірусу COVID-19 в Україні ОЄОУ почала надавати інформаційну допомогу та психологічну підтримку євреям України з приводу коронавірусу через Єврейську гарячу лінію "910".
26 березня 2020 року ОЄОУ оголосила про те, що єврейські громади та організації зі складу ОЄОУ отримають багаторазові захисні маски в зв'язку з загрозою поширення COVID-19. Перша партія засобів захисту нараховувала більше 32 000 штук. Станом на 14 квітня єврейські громади у всіх областях України були забезпечені захисними масками від ОЄОУ.
До Песаху 5780 року Об'єднана єврейська община України абсолютно безкоштовно розподілила 32'000 кілограмів маци серед єврейських громад та організацій зі свого складу.
Напередодні Рош га-Шана 5781 року Об'єднана єврейська община України відправила 17'000 єврейських календарів на 5781-й рік у єврейські громаді та організації зі свого складу, а також друзям та партнерам ОЄОУ.
У січні 2020 року розпочато роздача антисептиків-гелів єврейським громадам України.
За підсумками 2020 року Об'єднана єврейська громада України опублікувала черговий звіт "Антисемітизм в Україні - 2020", за результатами якого антисемітизм в Україні визначається організацією на минулому рівні.
В березні 2021 року Об'єднана єврейська община України спільно з Українським інституту вивчення Голокосту «ТКУМА» створили цифровий проект «Праведники народів світу. Україна», метою якого є вшанувати подвиг українців, які в роки нацистського терору ризикували власним життям і життями своїх рідних для порятунку євреїв, а також поширити інформацію про людей, які виявили милосердя і надавали допомогу єврейському населенню попри смертельну небезпеку для себе та близьких. На момент запуску проекту в базі містилися загальні дані про 2569 Праведників, та до 121 Праведнику була додана біографія та історія врятування, а через місяць після запуску проекту додано вже 234 біографії.
Навесні 2021 року ОЄОУ оголосила про початок програми по збереженню пам'яті про єврейські кладовища (яких за різними оцінками в Україні понад 3500) для перешкоджання захоплення і забудови їх територій шляхом встановлення пам'ятних знаків і табличок з урахуванням галахічних законів Відразу ж були встановлені пам'ятні таблички на єврейських цвинтарях в Летичеві і Миколаєві..
Станом на 2025 рік позначено пам'ятними знаками 120 єврейських кладовищ та місць масових поховань жертв Голокосту. За сприяння ОЄОУ встановлено близько 20 систем безпеки на об'єктах єврейських громад України.

## Проєкти ОЄОУ
- Новинний портал «JewisNews» (jewishnews.com.ua). Висвітлює резонансні єврейські новини України та світу. За даними SimilarWeb щомісячна кількість відвідувань досягає 760 000[44], що робить його найбільш відвідуваним єврейським сайтом України.

## Склад учасників
До складу організації входять 140 єврейських громад та організацій з усієї території України.
| Назва общини (громади) / організації | Місто (локація)        | Рік вступу |
| --- | ---------------------- | ---------- |
| Барська районна єврейська община «Рахамім» | Бар                    | 2019       |
| Благодійна організація «Благодійний фонд Український Інститут вивчення Голокосту «ТКУМА»                                                                     | Дніпро                 | 2019       |
| Благодійна організація «Благодійний фонд «Суспільство універсального монотеїзму м. Павлоград — Бейт-Мідраш»                                                  | Павлоград              | 2019       |
| Благодійна організація «Виноградівський благодійний фонд «Менора» (БФ «Менора»)                                                                              | Виноградів             | 2019       |
| Благодійна організація «Закарпатський обласний благодійний фонд «Хабад Любавич Закарпаття» (ЗОБФ «Хабад Любавич Закарпаття»)                                 | Ужгород                | 2019       |
| Благодійна організація «Благодійний фонд «Шіурей Тора Любавіч»                                                                                               | Дніпро                 | 2019       |
| Благодійний фонд Бней Бріт «Леополіс» імені Еміля Домбергера (БФ Бней Бріт «Леополіс» ім. Е. Домбергера)                                                     | Львів                  | 2019       |
| Благодійний фонд «Вінницька міська єврейська громада» (БФ «ВМЄГ»)                                                                                            | Вінниця                | 2019       |
| Благодійний фонд «Дніпропетровська єврейська громада» | Дніпро                 | 2019       |
| Благодійний фонд Ор-Авнер Хабад м. Первомайська та Первомайського району Миколаївської області (БФ «Ор-Авнер Хабад»)                                         | Первомайськ            | 2019       |
| Брацлавська релігійна іудейська громада «Натан» в смт. Брацлав Немирівського району                                                                          | Брацлав                | 2019       |
| Вінницька релігійна іудейська громада «Ейнікайт» (Єдність)                                                                                                   | Вінниця                | 2019       |
| Вінницьке обласне товариство єврейської мови та культури | Вінниця                | 2019       |
| Всеукраїнська асоціація організацій «Маккабі» | Київ                   | 2019       |
| Гайсинське товариство єврейської культури | Гайсин                 | 2019       |
| Громада прогресивного юдаїзму «Хавер» | Чернігів               | 2019       |
| Громадська організація «Бердянська єврейська громада «Тхія»                                                                                                  | Бердянськ              | 2019       |
| Громадська організація «Бершадська міська єврейська община»                                                                                                  | Бершадь                | 2019       |
| Громадська організація «Броварська міська єврейська громада»                                                                                                 | Бровари                | 2019       |
| Громадська організація «Товариство єврейської культури «Добродій»                                                                                            | Богуслав               | 2019       |
| Громадська організація Дунаєвецька районна єврейська община                                                                                                  | Дунаївці               | 2019       |
| Громадська організація «Єврейська громада м. Василькова» | Васильків              | 2019       |
| Громадська організація «Єврейська громада міста Чернівці» | Чернівці               | 2019       |
| Громадська організація «Єврейське культурне товариство імені Переца Маркіша»                                                                                 | Полонне                | 2019       |
| Громадська організація «Кіровоградська єврейська громада» | Кропивницький          | 2019       |
| Громадська організація «Львівське товариство єврейської культури ім. Шолом-Алейхема»                                                                         | Львів                  | 2019       |
| Громадська організація «Товариство єврейської культури «Мазл Тов»                                                                                            | Ставище                | 2019       |
| Громадська організація «Мелітопольська міська єврейська община» (ММЄО)                                                                                       | Мелітополь             | 2019       |
| Громадська організація «Миколаївська обласна єврейська громада»                                                                                              | Миколаїв               | 2019       |
| Громадська організація «Миколаївське обласне єврейське національно-культурне товариство»                                                                     | Миколаїв               | 2019       |
| Громадська організація «Миколаївське товариство єврейської культури»                                                                                         | Миколаїв               | 2019       |
| Громадська організація «Миргородська єврейська громада» | Миргород               | 2019       |
| Громадська організація «Міжнародна організація «Єврейський общинний центр «Мігдаль» (ГО "МО "ЄОЦ «Мігдаль»)                                                  | Одеса                  | 2019       |
| Громадська організація «Могилів-Подільська єврейська община»                                                                                                 | Могилів-Подільський    | 2019       |
| Громадська організація «Мукачівське міське національно-культурне єврейське суспільство «Шалом!»                                                              | Мукачево               | 2019       |
| Громадська організація «Рівненська єврейська громада» (ГО «Рівненська єврейська громада»)                                                                    | Рівне                  | 2019       |
| Громадська організація «Тиврівська районна єврейська община»                                                                                                 | Тиврів                 | 2019       |
| Громадська організація «Товариство відродження єврейської культури м. Борислава»                                                                             | Борислав               | 2019       |
| Громадська організація «Хаверим» | Нетішин                | 2019       |
| Громадська організація Шепетівське міське єврейське культурно-просвітне товариство «Тиква»                                                                   | Шепетівка              | 2019       |
| Громадська спілка «Регіональна асоціація єврейських організацій малих міст України» (ГС «РАЄОММУ»)                                                           | Корсунь-Шевченківський | 2019       |
| Громадська спілка «Черкаське обласне об'єднання єврейських громад» (ГС «ЧООЄГ»)                                                                              | Черкаси                | 2019       |
| Дніпропетровська єврейська релігійна громада | Дніпро                 | 2019       |
| Добровільне громадське товариство єврейської культури м. Олександрії (ДГТЕК м. Олександрії)                                                                  | Олександрія            | 2019       |
| Добровільне товариство єврейської культури м. Золотоноші | Золотоноша             | 2019       |
| Єврейська община м. Умані | Умань                  | 2019       |
| Єврейська релігійна громада «Хабад» (ЄРГ «Хабад») | Первомайськ            | 2019       |
| Єврейська релігійна громада іудейського ортодоксального віросповідання м. Коломия                                                                            | Коломия                | 2019       |
| Єврейська релігійна громада прогресивного юдаїзму «Тейва» у м. Львові (Релігійна громада «Тейва»)                                                            | Львів                  | 2019       |
| Запорізька іудейська Релігійна громада «Бейт Менахем» | Запоріжжя              | 2019       |
| Запорізька іудейська Релігійна громада «Яхад» | Запоріжжя              | 2019       |
| Звенигородське товариство єврейської культури | Звенигородка           | 2019       |
| Івано-Франківська єврейська Релігійна громада іудейського ортодоксального віросповідання                                                                     | Івано-Франківськ       | 2019       |
| Іудейська релігійна громада (м. Глухів) | Глухів                 | 2019       |
| Іудейська релігійна громада (м. Конотоп) | Конотоп                | 2019       |
| Іудейська релігійна громада (м. Охтирка) | Охтирка                | 2019       |
| Іудейська релігійна громада (м. Суми) (ЄДРПОУ 23826458) | Суми                   | 2019       |
| Іудейська релігійна громада (м. Суми) (ЄДРПОУ 24013326) | Суми                   | 2019       |
| Іудейська релігійна громада Буковини | Чернівці               | 2019       |
| Іудейська релігійна громада м. Балта | Балта                  | 2019       |
| Іудейська Релігійна громада м. Ніжина | Ніжин                  | 2019       |
| Іудейська релігійна громада м. Берегово | Берегово               | 2019       |
| Іудейська релігійна громада міста Чернігова | Чернігів               | 2019       |
| Іудейська релігійна громада у місті Кропивницький (іудейська релігійна громада)                                                                              | Кропивницький          | 2019       |
| Іудейська релігійна громада у місті Павлограді | Павлоград              | 2019       |
| Іудейська релігійна громада м. Чорткикова | Чортків                | 2019       |
| Іудейська релігійна громада «Мішпуха» | Тульчин                | 2019       |
| Кам'янець-Подільське міжрайонне товариство єврейської культури «Шолом»                                                                                       | Кам'янець-Подільський  | 2019       |
| Київська міська єврейська громада | Київ                   | 2019       |
| Лубенська міська благодійна культурно — просвітницька організація єврейської громади                                                                         | Лубни                  | 2019       |
| Миколаївська єврейська релігійна громада | Миколаїв               | 2019       |
| Міська іудейська релігійна громада м. Городок | Городок                | 2019       |
| Мукачівська іудейська релігійна громада (Іудейська РГ) | Мукачево               | 2019       |
| Іудейська релігійна громада у м. Нікополь (ЄДРПОУ 25914416)                                                                                                  | Нікополь               | 2019       |
| Об'єднання іудейських релігійних громад та організацій Черкаської області                                                                                    | Черкаси                | 2019       |
| Об'єднання іудейських релігійних громад та організацій Дніпропетровського регіону                                                                            | Дніпро                 | 2019       |
| Овруцька іудейська релігійна громада | Овруч                  | 2019       |
| Переяславське міське товариство єврейської культури | Переяслав              | 2019       |
| Полтавська міська єврейська громада | Полтава                | 2019       |
| Прилуцька міська єврейська община (Прилуцька єврейська община)                                                                                               | Прилуки                | 2019       |
| Регіональна єврейська громада м. Ірпеня «Шалом» | Ірпінь                 | 2019       |
| Релігійна громада юдеїв м. Донецька | Донецьк                | 2019       |
| Релігійна громада «Іудейська громада лівого берега» у Дніпровському районі м. Києва                                                                          | Київ                   | 2019       |
| Релігійна громада іудейського віровизнання (ЄРГ) | Дрогобич               | 2019       |
| Релігійна громада іудейського віровизнання (прогресивного юдаїзму) (КШРГПУ)                                                                                  | Корсунь-Шевченківський | 2019       |
| Релігійна громада іудейського віровизнання ортодоксального напрямку (РГІВОН)                                                                                 | Корсунь-Шевченківський | 2019       |
| Релігійна громада іудейського культу (м. Звягель) | Звягель                | 2019       |
| Релігійна громада іудейського культу м. Чернівці | Чернівці               | 2019       |
| Релігійна громада юдейської церкви м. Хуст | Хуст                   | 2019       |
| Релігійна громада прогресивного юдаїзму (РГПІ) | Луцьк                  | 2019       |
| Релігійна громада традиційного юдаїзму «Авів» у м. Чернівці                                                                                                  | Чернівці               | 2019       |
| Релігійна організація «Бердичівська іудейська релігійна громада»                                                                                             | Бердичів               | 2019       |
| Релігійна організація «Вінницька обласна іудейська релігійна громада «Бейс Менахем Любавич Вінниця»                                                          | Вінниця                | 2019       |
| Релігійна організація «Громада юдейської релігії міста Хмельницького»                                                                                        | Хмельницький           | 2019       |
| Релігійна організація «Єврейська релігійна громада м. Києва»                                                                                                 | Київ                   | 2019       |
| Релігійна організація «Житомирська іудейська Релігійна громада»                                                                                              | Житомир                | 2019       |
| Релігійна організація «Іудейська релігійна громада «Бейс Агарон Веісроель» у Подільському районі м. Києва»                                                   | Київ                   | 2019       |
| Релігійна організація «Іудейська Релігійна громада «Міцва» м. Біла Церква Київської області»                                                                 | Біла Церква            | 2019       |
| Релігійна організація «Іудейська релігійна громада «Хабад Любавич» в Голосіївському районі м. Києва» (ЮРГ «Хабад Любавич» в Голосіївському районі м. Києва)  | Київ                   | 2019       |
| Релігійна організація «Іудейська релігійна громада в м. Синельниковому»                                                                                      | Синельникове           | 2019       |
| Релігійна організація «Іудейська релігійна громада м. Коростень» (КЮРГ)                                                                                      | Коростень              | 2019       |
| Релігійна організація «Іудейська релігійна громада м. Шепетівка»                                                                                             | Шепетівка              | 2019       |
| Релігійна організація «Іудейська Релігійна громада у м. Кам'янське»                                                                                          | Кам'янське             | 2019       |
| Релігійна організація «Полтавська іудейська релігійна громада «Хабад Любавич» (РО "Полтавська іудейська релігійна громада «Хабад Любавич»)                   | Полтава                | 2019       |
| Релігійна організація «Релігійна громада юдеїв м. Маріуполь Донецької області»                                                                               | Маріуполь              | 2019       |
| Релігійна організація «Релігійна громада прогресивного юдаїзму «Атиква»                                                                                      | Кропивницький          | 2019       |
| Релігійна організація «Релігійна громада традиційного юдаїзму «Масорет» у Шевченківському районі м. Києва (Релігійна громада традиційного юдаїзму «Масорет») | Київ                   | 2019       |
| Релігійна організація «Релігійна громада традиційного юдаїзму «Тіферет» м. Одеса                                                                             | Одеса                  | 2019       |
| Релігійна організація «Релігійна іудейська громада м. Шостки»                                                                                                | Шостка                 | 2019       |
| Релігійна організація «Релігійне управління — об'єднання юдейських релігійних громад та організацій Кременчуцького регіону»                                  | Кременчук              | 2019       |
| Релігійна організація «Рівненська міська іудейська релігійна громада»                                                                                        | Рівне                  | 2019       |
| Релігійна організація іудейська релігійна громада «Хабад Любавич» у Кривому Розі                                                                             | Кривий Ріг             | 2019       |
| Релігійна організація іудейська Релігійна громада м. Жмеринки Вінницької області                                                                             | Жмеринка               | 2019       |
| Релігійна організація іудейська релігійна громада м. Тернополя                                                                                               | Тернопіль              | 2019       |
| Самбірське товариство єврейської культури ім. Шолом-Алейхема                                                                                                 | Самбір                 | 2019       |
| Сєвєродонецька міська іудейська релігійна громада | Сєвєродонецьк          | 2019       |
| Смілянське товариство єврейської культури | Сміла                  | 2019       |
| Староконстянтинівська міська іудейська релігійна громада | Старокостянтинів       | 2019       |
| Стрийське товариство єврейської культури ім. Шолом-Алейхема (ГО «СТЄК ім. Шолом-Алейхема»)                                                                   | Стрий                  | 2019       |
| Тернопільська обласна організація «Єврейська община» | Тернопіль              | 2019       |
| Трускавецьке товариство єврейської культури ім. Шолом-Алейхема                                                                                               | Трускавець             | 2019       |
| Ужгородська релігійна громада прогресивного юдаїзму | Ужгород                | 2019       |
| Фастівська міська єврейська громада | Фастів                 | 2019       |
| Харківська Релігійна громада ортодоксального юдаїзму | Харків                 | 2019       |
| Харківський приватний навчально-виховний комплекс «Ліцей Шаалавім» Харківської області                                                                       | Харків                 | 2019       |
| Херсонська іудейська релігійна община «Хабад» (ХІРО «Хабад»)                                                                                                 | Херсон                 | 2019       |
| Херсонська міська громадська організація «Культурно-освітній центр «Єврейська громада — Зірка Давіда»                                                        | Херсон                 | 2019       |
| Хмельницька іудейська релігійна громада (незалежна) | Хмельницький           | 2019       |
| Черкаська міська Громадська організація «Об'єднана єврейська громада»                                                                                        | Черкаси                | 2019       |
| Чернівецька міська благодійна єврейська громада «Мір'ям» | Чернівці               | 2019       |
| Чернігівське обласне об'єднання єврейських общин та організацій (ЧОЄО)                                                                                       | Чернігів               | 2019       |
| Славутська громада іудейського віросповідання | Славута                | 2020       |
| Сквирська іудейська релігійна громада м. Сквира, Київської області                                                                                           | Сквира                 | 2020       |
| Релігійне об'єднання (управління) громад прогресивного юдаїзму України                                                                                       | Київ                   | 2020       |
| Релігійна громада прогресивного юдаїзму «Надія» в Печерському районі м. Київ                                                                                 | Київ                   | 2020       |
| Релігійна громада прогресивного юдаїзму у м. Полтава | Полтава                | 2020       |

## Партнери
Партнерами Об'єднаної єврейської общини України є більше 50 єврейських громад і громадських організацій, серед них: 
- Джойнт (організація)
- Єврейське агентство (Сохнут)
- проєкт Тагліт — право за народженням (Taglit • Birthright Israel)